# Villa romana de Freiria
Die Villa Romana de Freiria, auch unter dem Namen Vila Romana do Outeiro de Polima bekannt, ist ein ehemaliger römischer Gutshof (villa rustica) in Zentralportugal, der vom Ende des 1. Jahrhunderts n. Chr. bis zum Anfang des 5. Jahrhunderts bewohnt wurde.

## Lage
Die Villa liegt in einem kleinen Tal zwischen den Ortsteilen Outeiro und Polima in der Gemeinde (portugiesisch Freguesia) São Domingos de Rana, Kreis (portugiesisch Concelho) Cascais gut 16 km westlich von Lissabon.
Die bisher aufgedeckten Gebäudegrundrisse der Villa verteilen sich auf einen Hang, der nach Süden und Osten zur Ribeira da Polima abfällt.
Auf der Kuppe (80 m über N.N.) wurden domus und Lager errichtet; südlich schließen sich weitere Wohngebäude und ein Speicher an. Ganz im Süden, fast im Bereich der Talsohle (70 m über N.N.), wurden die Thermen angelegt.

## Denkmalpflege
Erste Hinweise auf eine römische Besiedlung der Region ergaben sich bereits 1912 durch den Fund eines römischen Grabes in einem benachbarten Steinbruch, das von Vergílio Correia Pinto da Fonseca beschrieben wurde.
1973 konnten die Archäologen Guilherme Cardoso und José d’Encarnação durch erste Sondagen des Geländes die Existenz der römischen Villa sowie einer kupferzeitlichen, bronzezeitlichen und eisenzeitlichen Besiedlung des Platzes nachweisen.
Zwischen 1985 und 2002 wurden große Teile der Villa in jährlichen Grabungskampagnen archäologisch untersucht und freigelegt.
Aufgrund der Bodenerosion sind vor allem die hangabwärts gelegenen Befunde vergleichsweise gut erhalten, hier konnten stratigraphische Schichten in einer Höhe von bis zu 2 Metern erfasst und untersucht werden.
1990 wurde die Anlage als Imóvel de Interesse Público eingetragen und unter Schutz gestellt.
Zurzeit (Stand: September 2018) wird die Anlage für den Publikumsverkehr eingerichtet. Das Gelände ist eingezäunt und Besucher werden zukünftig zum Schutz der Befunde über hölzerne Stege über die Ausgrabungsfläche geführt.

## Befunde
Obwohl im Zuge der intensiven archäologischen Untersuchungen der Fundstelle bisher über 3500 m² untersucht wurden, ist die Villa noch nicht vollständig ergraben. Bisher lassen sich fünf Bereiche unterscheiden: das eigentliche Haupthaus (Domus), ein Gebäudekomplex mit einer Olivenpresse, ein Wohnbereich für Bedienstete, ein großer Speicherbau sowie die Thermen.

### Domus
Das etwa 27 × 20 m große Haupthaus der Villa liegt im Nordwesten des Areals annähernd auf der Höhe des Hangs. Zahlreiche Räume lagern sich um das Peristyl und das Atrium mit Impluvium des ehemals zweigeschossigen Gebäudes. Die Wände waren verputzt und zum Teil bemalt und in einigen Räumen wurden Reste von polychromen Mosaikböden mit geometrischen Mustern aufgefunden.

Gut erhalten ist ein Mosaik, das im Zentrum einen sogenannten „salomonischen Knoten“ in einem quadratischen Feld zeigt.

### Wohnbereich und landwirtschaftliche Gebäude
Östlich des Haupthauses liegt ein Gebäudekomplex, der vermutlich als Lager für landwirtschaftliche Produkte und deren Weiterverarbeitung diente. Die innerhalb des Gebäudes gefundene Presse diente vermutlich zur Herstellung von Olivenöl. Erhalten sind noch die als Gegengewichte verwendeten Steinblöcke der Presse sowie zwei mit opus signinum beschichtete Tanks zur Aufnahme des Olivenöls.
Südlich des Hauptgebäudes schließt sich ein weiterer Wohnkomplex mit kleinen Räumen an, der vermutlich von den Bediensteten der Villa genutzt wurde.

### Speicher

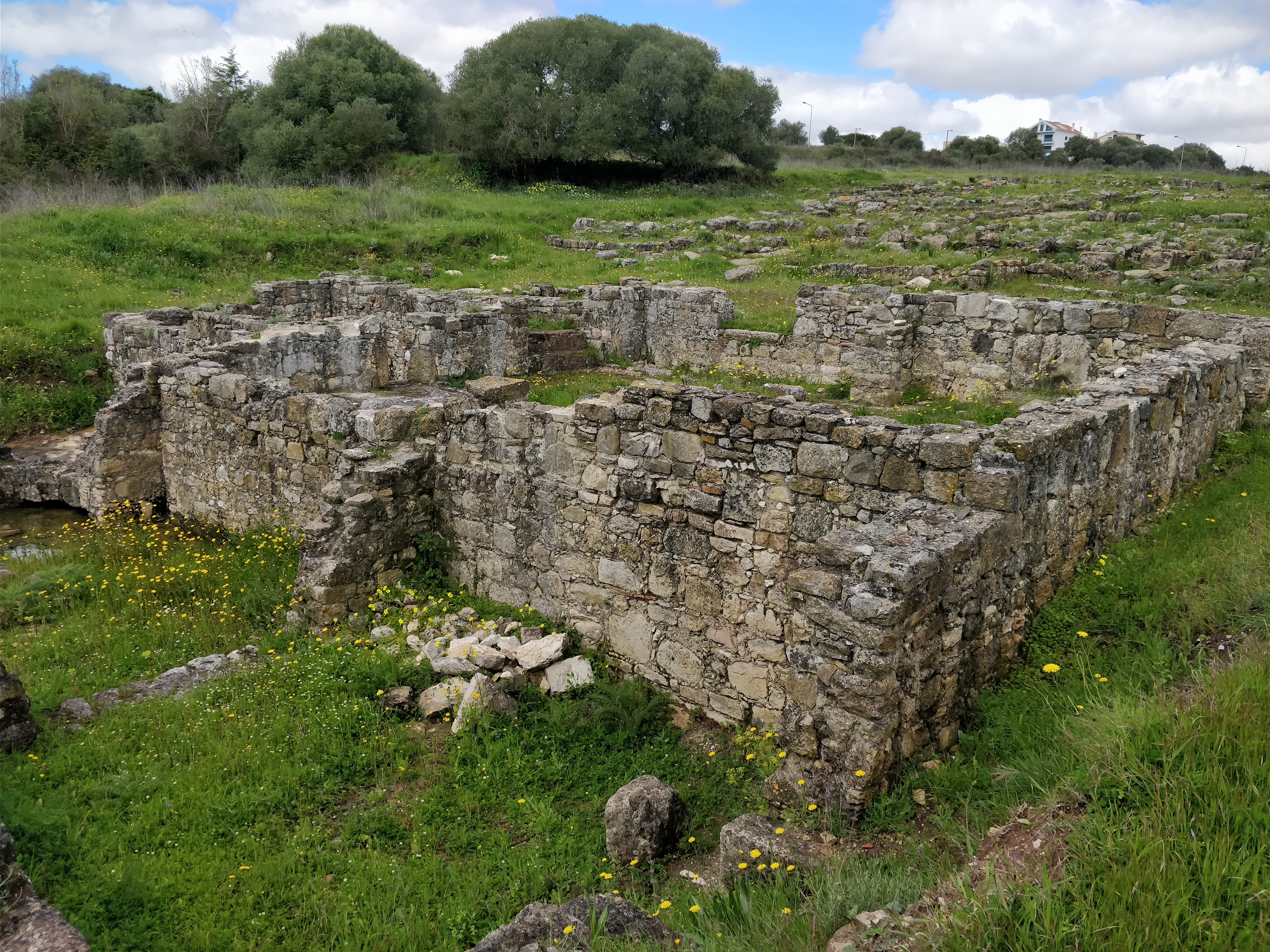
Die Thermen

Östlich der Wohnbereiche schließt der mit einer Grundfläche von gut 150 m² außergewöhnlich große Speicherbau an. Die Fundamentierung besteht aus einer Reihe paralleler, Nord – Süd verlaufender Mauern, die die Hangneigung ausgleichen. Eine Anlage vergleichbarer Größe ist auf der iberischen Halbinsel bisher nur aus der Villa romana de Monroy in der Nähe von Cáceres bekannt.

### Thermen
Südlich des Speichers wurde die dreiteilige Thermenanlage (18 × 14 m) errichtet. Dem fast quadratischen Caldarium mit zwei halbrunde Apsiden im Westen und Osten schließt sich nach Norden ein weiterer quadratischer Raum (Tepidarium) mit ebenfalls einer halbrunden Apsis im Westen und einem weiteren quadratischen Raum im Osten an. Das deutlich größere Frigidarium im Norden ist durch einen quadratischen Raum bzw. eine Apsis im Westen erweitert.

### Gräber
Auf der gegenüberliegenden Seite des Tals, im Südosten, wurden Teile der zugehörigen Nekropole aufgedeckt. Neben der Ustrina und mehr als zwei Dutzend Brandgräbern aus der frühen Phase wurden auch zeitlich jüngere Körpergräber ergraben. Erst nach der Auflassung der Villa wurden auch Gräber für Kinder und Jugendliche im ehemaligen Wohnbereich angelegt.

## Funde
Innerhalb des Fundmaterials, das zum überwiegenden Teil aus römischer Gebrauchskeramik, Terra Sigillata und Ziegeln besteht, stechen einige Funde heraus:
- Ein der indigenen Gottheit Triborunnis geweihter Altar, der vermutlich von einem der ersten Eigentümer der Villa T(itus) Curatius Rufinus um die Mitte des 1. Jahrhunderts n. Chr. gestiftet wurde[2][3].
- Zwei Münzdepots, von denen das jüngere eine Münzreihe aus den Regierungszeiten von Gratianus bis Honorius zeigt.[9]
- Ein konischer Sonnenquadrant aus Kalkstein und das zugehörige horizontale Gnomon.[10]
- Eine kleine Kalksteinplastik eines Hundes mit gerunzelter Stirn und gefletschten Zähnen.[1]
- Ein Keramikmodel mit Löwenverzierung.[1]
- Glasreste, Spielsteine, Nägel, Nadeln und Knochenstifte.[1][2][3]

Ein Teil der Funde wird heute im  Museum Condes de Castro Guimarães aufbewahrt.